# Marvin Potzmann
Marvin Potzmann (sinh ngày 7 tháng 12 năm 1993) là một cầu thủ bóng đá Áo chơi cho SK Sturm Graz tại Bundesliga.

## Tham khảo

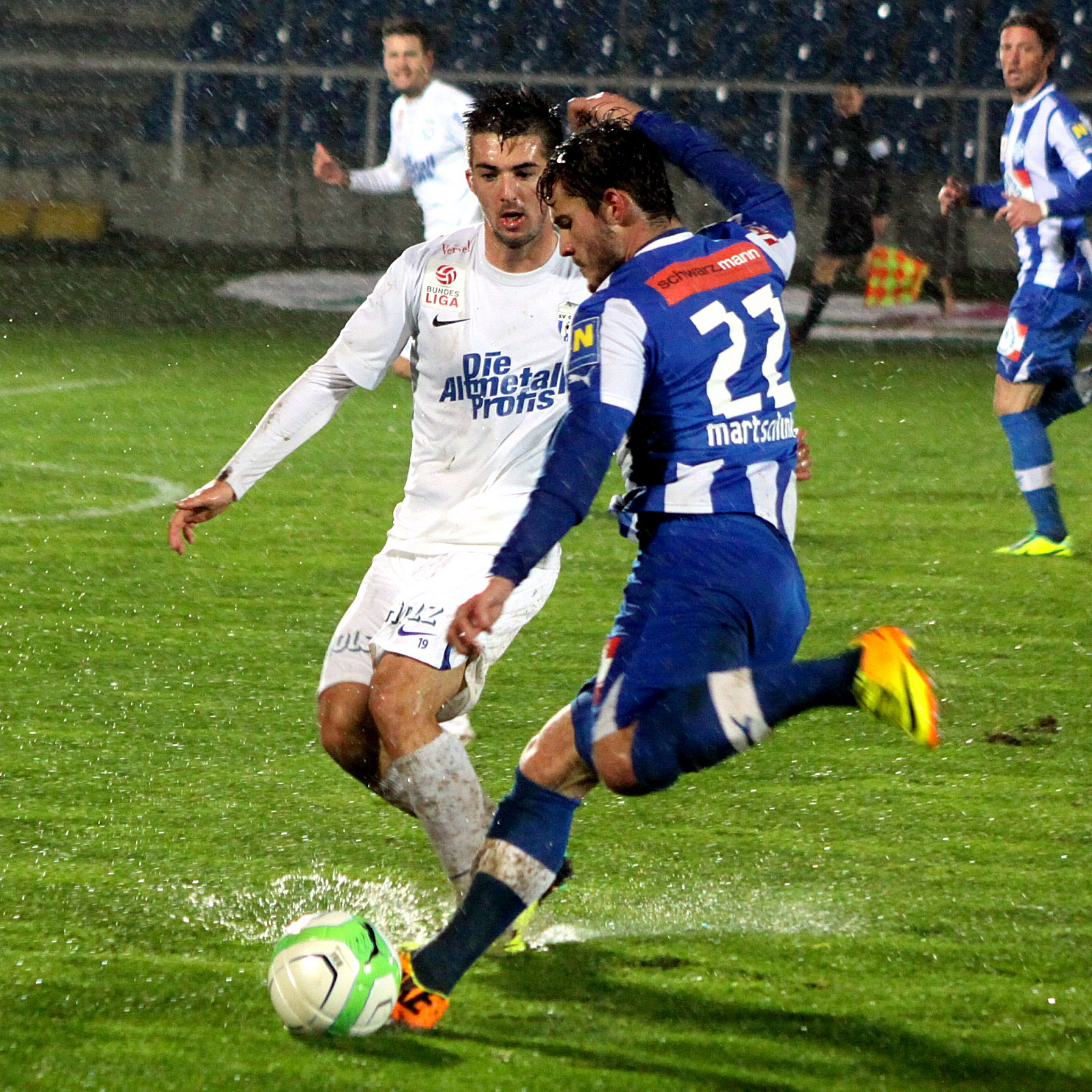
Potzmann áo trắng) trong trận đấu với Wiener Neustadt, 23 tháng 11 năm 2013